# 默里尼运动枪械制造有限公司

默里尼运动枪械制造有限公司（Morini Competition Arm S.A.）是瑞士的一家运动手枪制造商，公司的主营业务是国际射击运动联合会的赛事和奥运会等射击运动比赛的运动枪支。
1973年在意大利建立的，一开始主要从事制造运动手枪木套。默里尼公司最早意识到木套对射击成绩影响非常大，默里尼根据解剖原理按手形制作的木套，使射手更好地掌握了枪的平衡。瑞士哈默里公司也认识到了这一点，最早在150、152型慢射枪等枪型上选用默里尼生产的木套，他们的枪随即十分畅销。
之后的几年，意大利的枪支管制依照法律和规则变得越来越复杂化，1985年公司决定迁到拉莫讷（Lamone），提契諾州坎顿（Canton Ticino）这些瑞士意大利语地区。
1990年公司搬到了现在的总部贝达诺（Bedano），这是另外一个瑞士意大利语地区的小村庄。
1980年默里尼公司研制了第一支默里尼CM 80型慢射手枪，1982年公司扩大规模批量生产。由于意大利的枪支管制，所以85年公司迁至瑞士。同年默里尼公司设计出世界上第一支电子扳机小口径运动手枪默里尼CMl02E型。
CM 162 EI运动手枪 和CM 84E自选手枪是如今最普及的选择，默里尼的10米气手枪和50米运动手枪都是属于国际顶级的产品，手枪中以电子扳机机械装置（electronic trigger mechanism）最为出名。

## 型号
所有的型号都加有CM（Cesare Morini）的前缀，为公司的创建者的英语首字母缩写。

### CM 84E
这款手枪设计使用0.22LR口径，使用在50米运动手枪项目中，过去常常被称之为自选手枪，这一系列的手枪仍然参照自选手枪。此枪特征是使用电子扳机。
2004年雅典奥运会上50米运动手枪的金牌得主俄罗斯射手米哈伊尔·涅斯特鲁耶夫和银牌得主韩国射手秦钟午都是使用这一款手枪。

### CM 162
这是一款4.5毫米口径预压式（PCP）气手枪，使用在射击运动10米气手枪项目中。这是第一款使用空气压力原理的预压式气手枪较之前的二氧化预压式更为先进。
种类:
- CM 162 EI，电子扳机
- CM 162 MI，机械扳机
- CM 162 EI Short，缩短型，电子扳机
- CM 162 MI Short，缩短型，机械扳机